# マニー・エリアス
マニー・エリアス（Manny Elias、1953年 - ）は、イギリスで活動するミュージシャン、ドラマー。
メニー・エリアス、マニー・エライアス、マニー・イライアスの表記もある。
1980年代にイギリスのバンド、ティアーズ・フォー・フィアーズ（以下、TFF）のメンバーだったことで広く知られている。

## 経歴
1977年にバース (イギリス) で結成されたインタビューというバンドでドラマーとしてメジャー・デビューを果たし、『Big Oceans』（1979年）、『Snakes And Lovers』（1980年）というアルバムを発表している。1982年からTFFの公式なメンバーとなって2枚のアルバム『ザ・ハーティング』『シャウト』でドラムを演奏した。また、それに伴う2度にわたる世界ツアーを行ったほか、プロモーション・ビデオにも出演している。「ザ・ウェイ・ユー・アー」「ザ・ワーキング・アワー」の2曲では共同作曲者としてクレジットされている。
TFF脱退後は、ピーター・ガブリエル、ピーター・ハミルのアルバムやツアー・バンドにおける活動で知られている。